# Voo Malév 262
O voo Malév 262 foi um voo do Aeroporto Internacional de Budapeste Ferihegy para o Aeroporto Internacional de Salonica. Em 4 de julho de 2000, um Tupolev Tu-154, pertencente à Malév Hungarian Airlines, usado neste voo, realizou um toque de engrenagem durante o pouso em Salonica, derrapou na pista, mas foi capaz de decolar e pousar normalmente após uma tentativa ao redor. Não houve feridos.

## Antes do incidente
A aeronave normalmente utilizada neste serviço foi um Boeing 737-300. Porém, no dia do incidente, a aeronave pretendida (matrícula HA-LES) apresentou problema no motor e foi substituída por Tupolev Tu-154, matrícula HA-LCR, no último minuto.
Após um curto voo de Budapeste, o Tupolev iniciou a descida ao seu destino em ótimas condições climáticas. A trajetória de voo seguiu as montanhas e foi de apenas 100 m (328 ft) acima do topo das colinas às vezes. O sistema de alerta de proximidade do solo (GPWS), detectando uma altitude tão baixa, alertava constantemente a tripulação para baixar o trem de pouso. Perturbada pela buzina sempre soando, a tripulação desligou o sistema.
O avião estava se aproximando de Salonica sem problemas aparentes, mas mais rápido do que o normal. Devido a isso, iniciou sua abordagem final antes do esperado. Na ocasião, a pista de destino 28 estava ocupada por um Boeing 757, liberado para decolagem. O piloto em comando do Tupolev decidiu não baixar o trem de pouso e dar meia volta.
No entanto, quando o 757 começou a decolar, o capitão decidiu pousar. Devido a limitações de tempo extremas, a tripulação não teve tempo suficiente para ler a lista de verificação antes do pouso. Com o GPWS desativado, apenas a torre de controle de tráfego aéreo poderia avisar a tripulação que o trem de pouso estava levantado. No entanto, como o Tupolev já tinha autorização de pouso, os controladores da torre estavam ocupados partindo do 757.

## Primeira tentativa de pouso
Quando o Tupolev se aproximou, o capitão Peter “Trenky” Trenkner sentado em sua aeronave no pátio percebeu que o Tupolev não estava com o trem de pouso estendido. Ele gritou várias vezes no rádio: “Dê a volta, Malev, dê a volta!” (audível na caixa-preta).
O capitão do Malév 262 percebeu o problema e mandou imediatamente dar a volta. A aceleração total foi aplicada, mas como os motores a jato reagiram lentamente, a aeronave continuou descendo e atingiu a pista a uma velocidade de 300 km/h (162 kn) O Tupolev derrapou na pista por 650 m (2 130 ft). Quando os motores giraram, o Tu-154 decolou do solo, voltou a decolar e decolou.
O Malév 262 subiu para 1 000 m (3 280 ft) e tentou estender o trem de pouso. O aeroporto foi fechado e a aeronave fez uma aproximação baixa acima da torre de controle com o trem abaixado antes de tentar o pouso novamente. Após o toque inicial e a decolagem, o Tupolev permaneceu no ar por mais 16 minutos e 20 segundos.

## Segunda tentativa de pouso

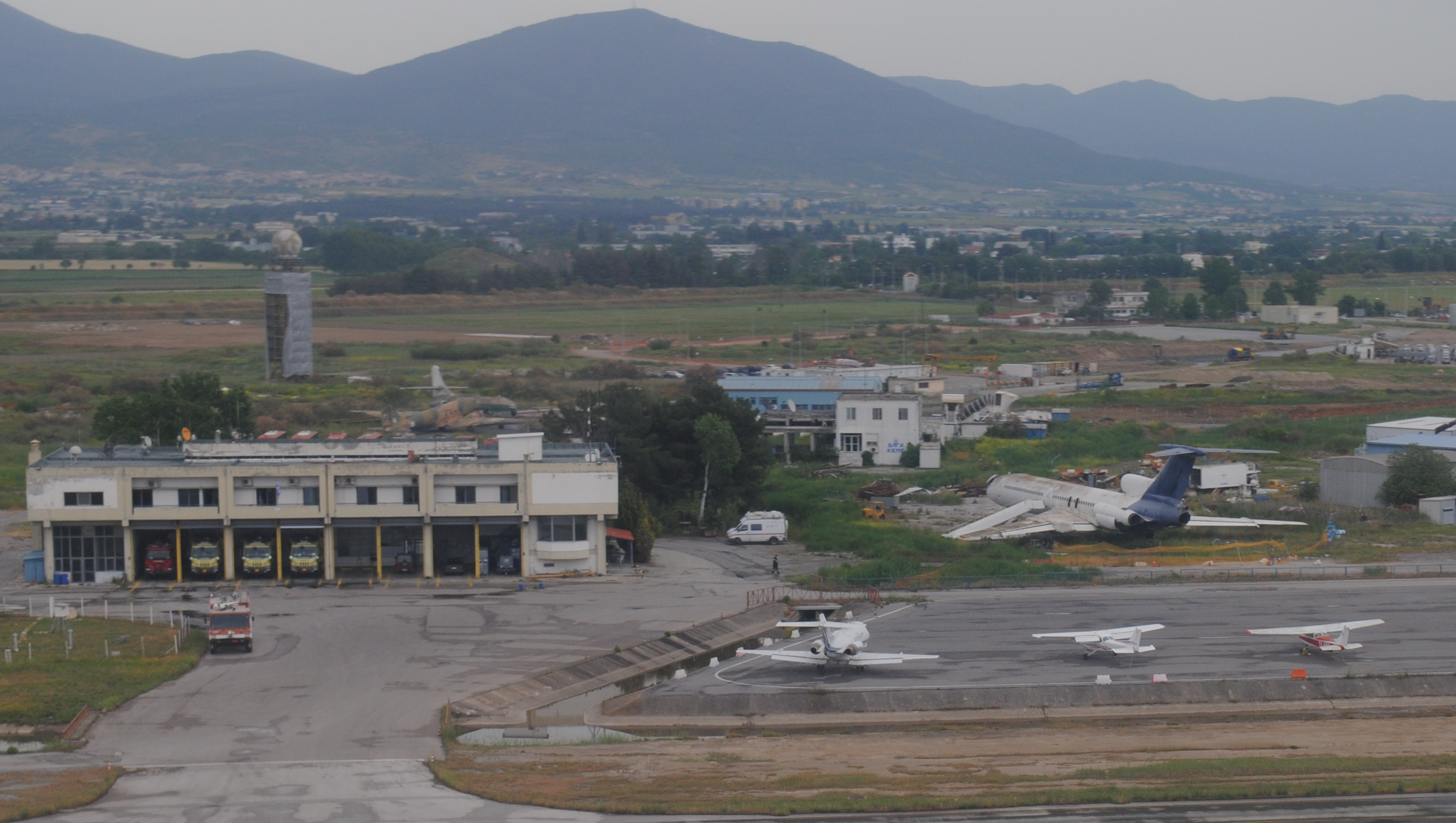
HA-LCR próximo ao corpo de bombeiros do Aeroporto Internacional de Salonica, em abril de 2018

Os pilotos pousaram a aeronave com suavidade, mas temeram que o trem de pouso quebrasse e o avião girasse e explodisse. O Tupolev também foi abastecido para o voo de volta a Budapeste, portanto havia mais de 30 toneladas de combustível de aviação a bordo. No entanto, o rolamento de pouso ocorreu com segurança. Os grandes casulos do trem de pouso característicos do Tupolev, nos quais as rodas são retraídas durante o voo, foram usados como trenós e protegiam o trem de pouso, asa e flaps.
No momento do incidente, a Malév, a empresa aérea nacional húngara, estava retirando seus antigos Tupolevs. A Malév inspecionou os danos ocultos da aeronave envolvida e percebeu que não seria econômico consertá-la, e doou os destroços para o corpo de bombeiros do aeroporto. Durante vários anos, os bombeiros do aeroporto de Salonica foram treinados no antigo HA-LCR. O avião foi destruído no final de 2018.